# Celatoblatta nigrifrons
Celatoblatta nigrifrons är en kackerlacksart som först beskrevs av Lucien Chopard 1924.  Celatoblatta nigrifrons ingår i släktet Celatoblatta och familjen storkackerlackor.
Artens utbredningsområde är Nya Kaledonien. Inga underarter finns listade i Catalogue of Life.